# Montastruc-de-Salies
Montastruc-de-Salies is een gemeente in het Franse departement Haute-Garonne (regio Occitanie) en telt 292 inwoners (1999). De plaats maakt deel uit van het arrondissement Saint-Gaudens.

## Geografie
De oppervlakte van Montastruc-de-Salies bedraagt 15,8 km², de bevolkingsdichtheid is 18,5 inwoners per km².
De onderstaande kaart toont de ligging van Montastruc-de-Salies met de belangrijkste infrastructuur en aangrenzende gemeenten.

## Demografie
Onderstaande figuur toont het verloop van het inwonertal (bron: INSEE-tellingen).